# Hanenburg (stins)
De Hanenburg was een stins in de binnenstad van Sneek.
De stins stond op de kop van de Wijde Noorderhorne.
De geschiedenis van de locatie gaat terug tot de 13e eeuw. Naar aanleiding van recent archeologisch onderzoek in de omgeving kan worden aangenomen dat er in deze tijd een stins heeft gestaan op deze locatie. Later werd op deze plaats een stins geplaatst die mogelijk dienst heeft gedaan als grafelijke residentie. De exacte bouw- en sloopdata zijn onbekend, maar er zijn wel vermeldingen van dit bouwwerk. Zo staat het gebouw op een kaart uit 1649 en wordt deze in een kroniek uit 1772 beschreven.
Tegenwoordig staat op deze plaats Hotel Hanenburg.